# Vimmerby (commune)
La commune de Vimmerby est une commune suédoise du comté de Kalmar. 15 613 personnes y vivent. Son siège se situe à Vimmerby.

## Localités
- Djursdala
- Frödinge
- Gullringen
- Locknevi
- Pelarne
- Rumskulla
- Storebro
- Södra Vi
- Tuna
- Vimmerby